# Julián García-Torres
Julian Garcia-Torres (ur. 8 listopada 1980) – hiszpański siatkarz grający na pozycji środkowego, od 2012 roku występuje w hiszpańskim klubie Unicaja Almería.

## Osiągnięcia

### reprezentacyjne
- Mistrzostwa Europy:
  - 1. miejsce: 2007
- Liga Europejska:
  - 1. miejsce: 2007
  - 2. miejsce: 2010, 2011

### Klubowe
- Mistrzostwa Hiszpanii:
  - 1. miejsce: 2007,2010,2011,2013
- Superpuchar Hiszpanii:
  - 1. miejsce: 2009,2010
  - Copa Del Rey:
  - 1. miejsce: 2011